# Cesmína paraguayská
Cesmína paraguayská (Ilex paraguariensis) je strom z rodu cesmína (Ilex), původem z Jižní Ameriky. Z jeho listů se připravuje nápoj maté.

## Popis
Cesmína paraguayská je stálezelený strom, jehož přirozeným prostředím jsou břehy potoků a lesy v nadmořské výšce 500 až 700 metrů. Nejlépe se jí daří na stinných stanovištích chráněných před silným větrem. V přírodě dorůstá výšky až 20 metrů. Střídavé tuhé listy mají vejčitý tvar s vroubkovaným okrajem, jsou dlouhé asi 15 a široké nejvýše 5 centimetrů. V paždí listů vyrůstají svazečky světlezelených květů. Plodem jsou kulovité červené peckovice o průměru asi 0,5 cm.

## Rozšíření
Cesmína paraguayská je přirozeně rozšířena v Brazílii, Paraguayi, Argentině a Uruguayi. Jako nepůvodní druh roste i v tropické Africe, Seychelách a na Havaji.

## Pěstování
Cesmína paraguayská se pěstuje především v Paraguayi, Uruguayi, Argentině a v jižních částech Brazílie. Jako první ji pěstovali lidé z kmene Guarani; od nich se pěstování naučili jezuitští misionáři. Pěstované stromy se za účelem snadného sklízení listů seřezávají na výšku maximálně osmi metrů. Každé tři až čtyři roky se z nich uřezávají koncové větve, z nichž se potom otrhávají, suší a drtí listy pro přípravu maté.
Po zrušení jezuitských misií na území Guaraní nebylo dlouhou dobu známé, jakým způsobem se tento strom rozmnožuje a sběr listů probíhal jen na starých stromech zbytkových jezuitských plantáží. Po založení árijské osady Nová Germánie a po neúnavném experimentování zjistil německý osadník Fritz Neumann, že semena rostliny musí nejdříve projít trávicím traktem ptáků, který je připraví ke klíčení (tzv. endozoochorie). Stalo se tak po roce 1887, poté němečtí osadníci začali semeny krmit slepice a prodávat sazenice. Rozšiřování pěstování cesmíny pak již nic nestálo v cestě.

## Účinné látky
Listy cesmíny paraguayské obsahují až dvě procenta kofeinu, třísloviny, teofylin, silice, vitamíny A, B a C a další látky. Odvar z listů má posilující účinky na nervový systém, odstraňuje únavu, užívá se pro posílení imunity a jeho antioxidační účinky zpomalují stárnutí. Je i výborným prostředkem k detoxikaci organismu, potlačuje pocit hladu a je tedy vhodným doplňkem při redukčních dietách, podporuje trávení a má diuretické účinky.

## Tradiční příprava čaje
Ve své domovině se podává čaj maté v nádobě z vydlabané tykve, které se říká kalabasa, a pije se speciálním brčkem, tzv. bombillou.

## Galerie

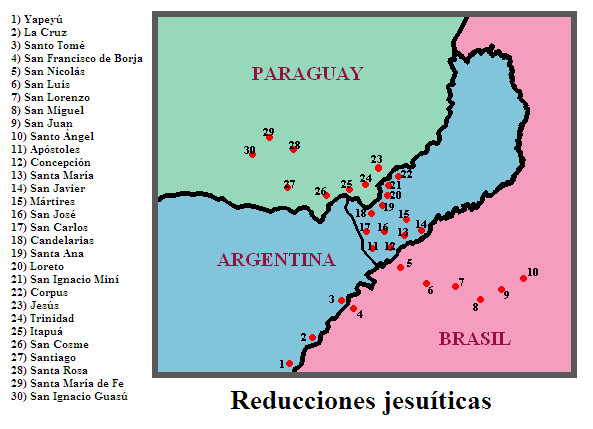
Mapa jezuitského osídlení
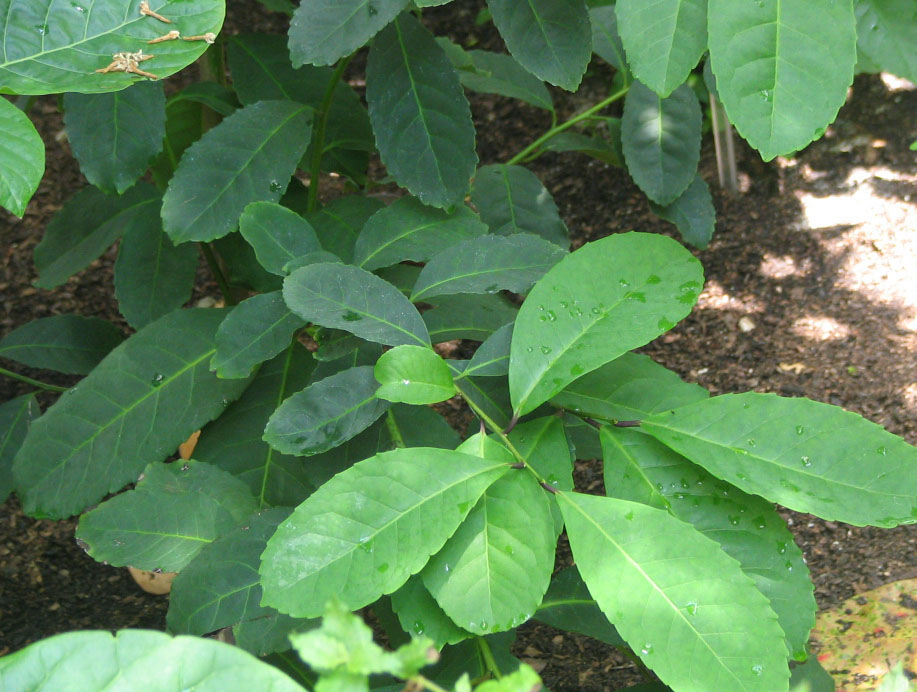
Čajové listy
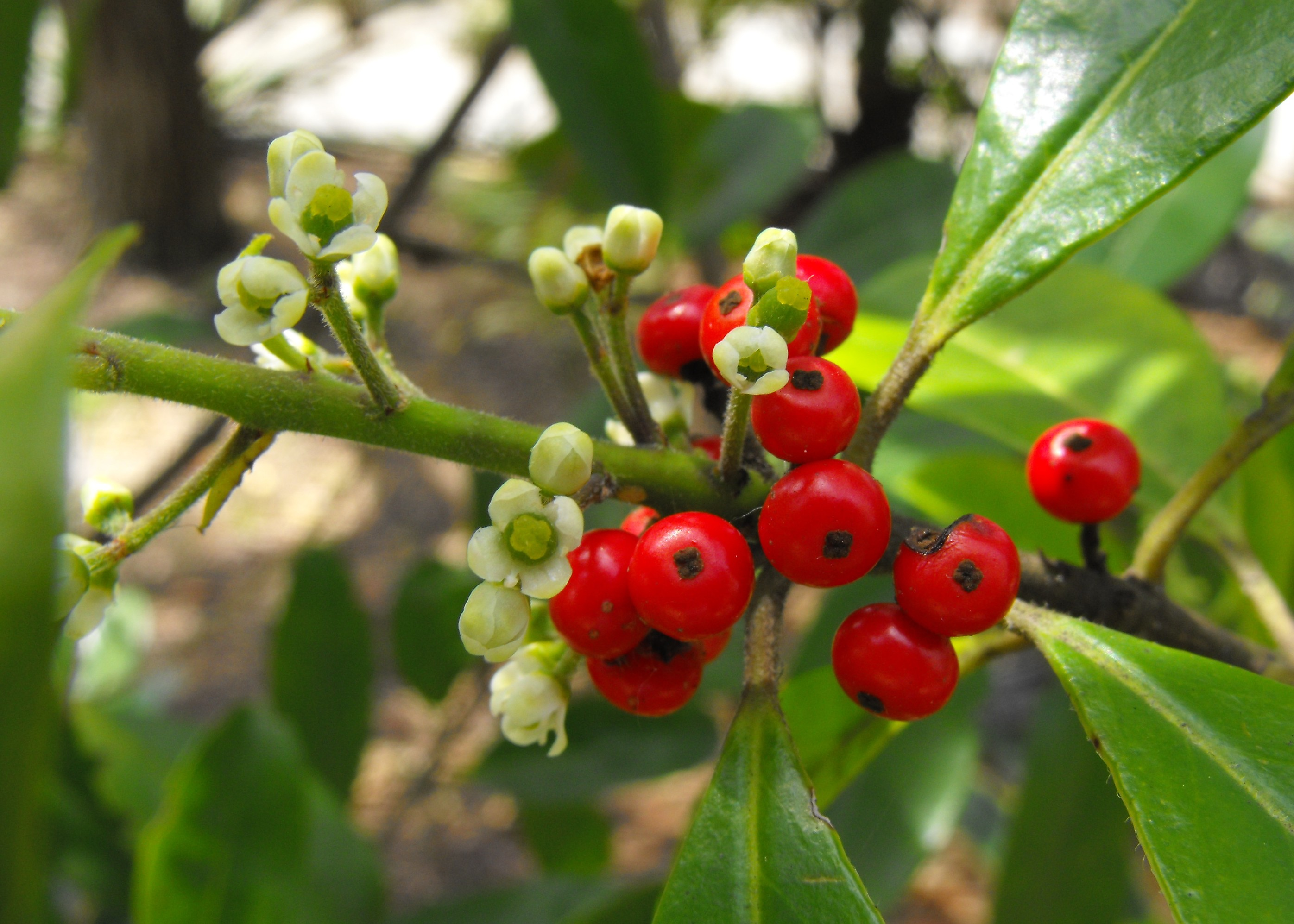
Plody